# Сушево (Штип)
Сушево (мкд. Сушево) је насеље у Северној Македонији, у средишњем делу државе. Сушево је село у саставу општине Штип.

## Географија
Сушево је смештено у средишњем делу Северне Македоније. Од најближег града, Штипа, насеље је удаљено 6 km западно.
Насеље Сушево се налази у историјској области Овче поље. Источно од насеља се пружа поље под ораницама и виноградима, док је западно голет. Надморска висина насеља је приближно 370 метара.
Месна клима је блажи облик континенталне због близине Егејског мора (жарка лета).

## Становништво
Сушево је према последњем попису из 2002. године имало 11 становника.
Већинско становништво су Цинцари (100%).
Претежна вероисповест месног становништва је православље.